# Sveta Neđelja

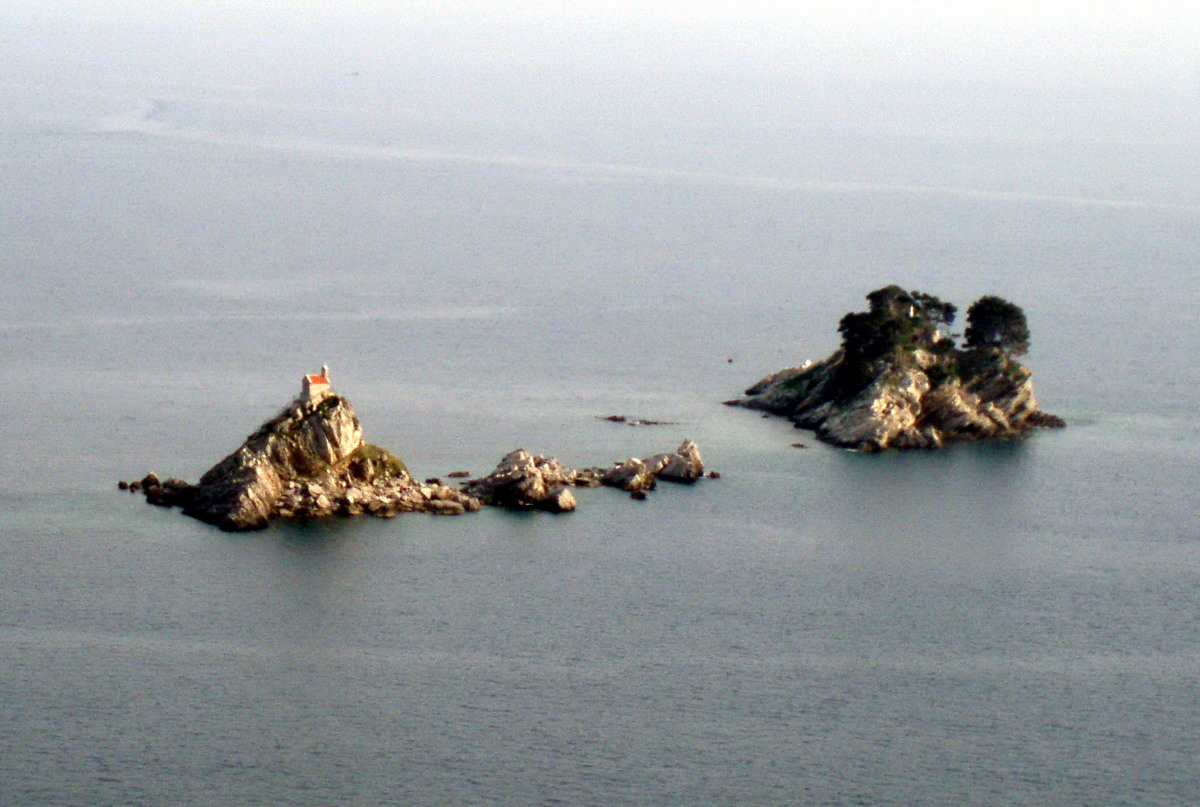
Sveta Neđelja (po lewej) i Katič

Sveta Neđelja – należąca do Czarnogóry skalista wysepka na Adriatyku. Administracyjnie należy do gminy Budva. Znajduje się naprzeciwko kurortu Petrovac. Obok niej położona jest większa wyspa Katič.
Na szczycie skały na wyspie znajduje się kaplica. Według legendy wybudował ją grecki żeglarz, którego statek rozbił się w jej pobliżu. Obecna budowla zastąpiła starszą, zniszczoną w 1979 roku w wyniku trzęsienia ziemi.